# Jagernath Lachmon

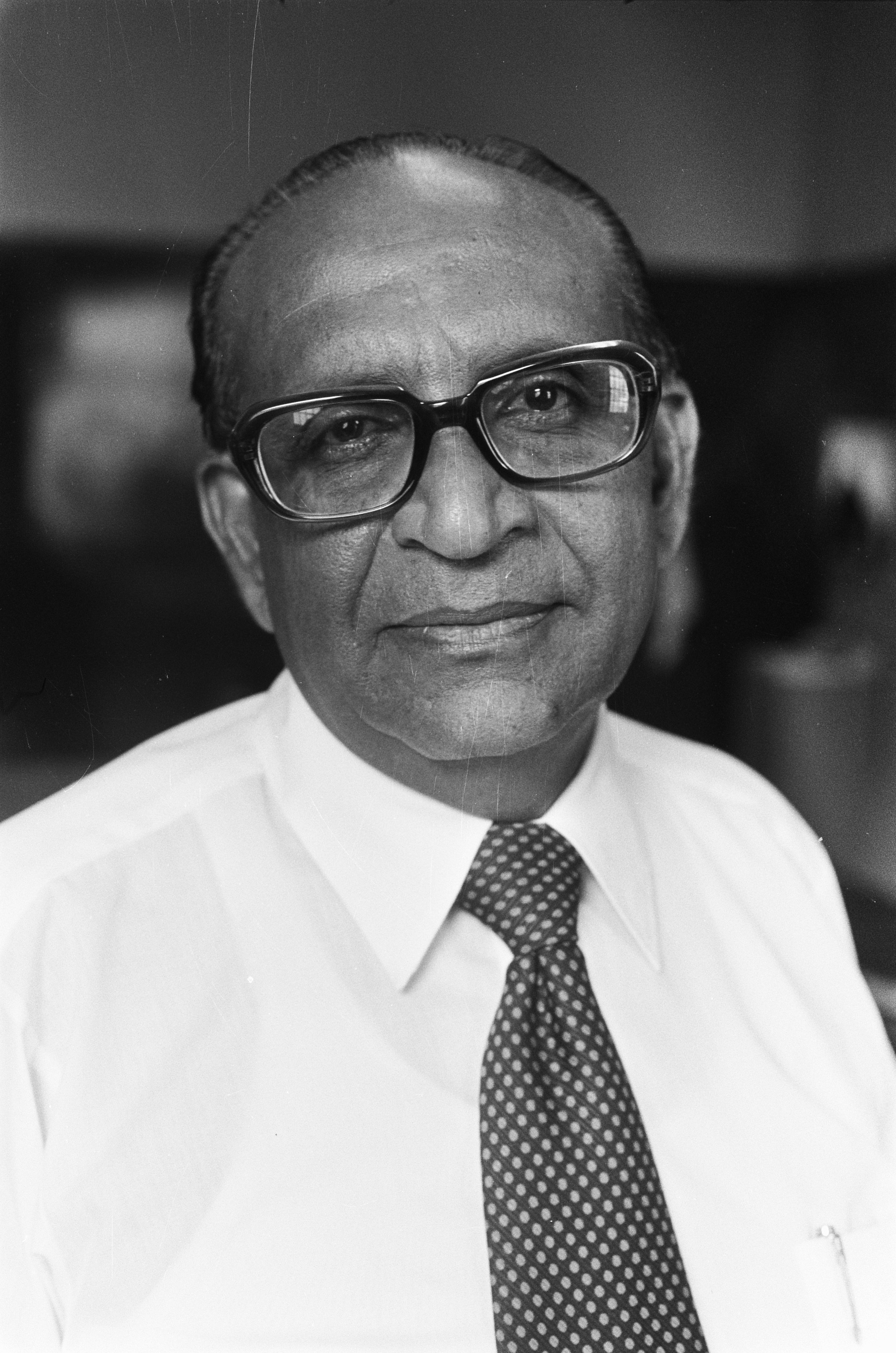
Jagernath Lachmon in 1975.

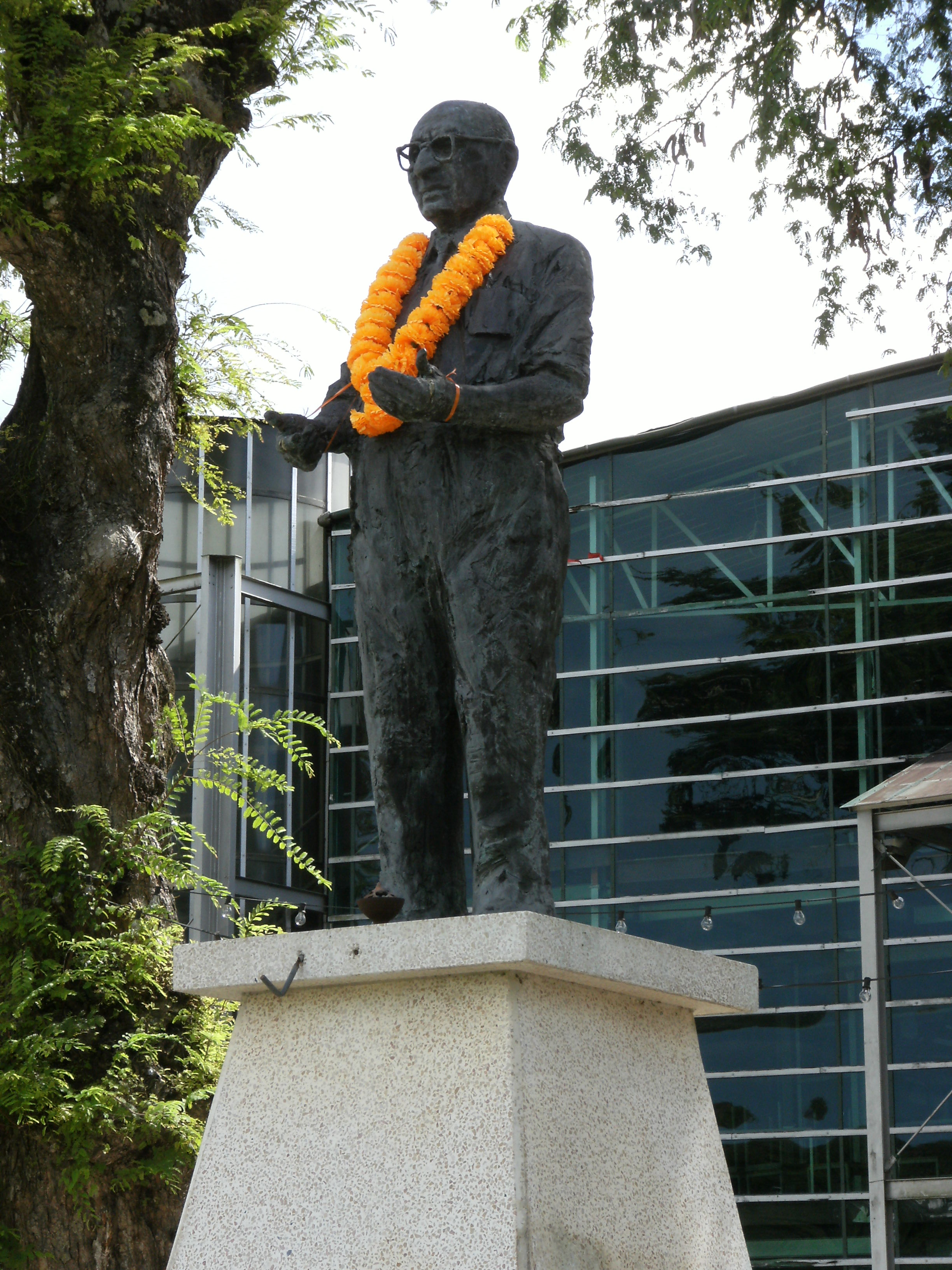
Standbeeld van Jagernath Lachmon in Paramaribo

Jagernath Lachmon, ook Jaggernath Lachmon, (Corantijnpolder, 21 september 1916 – Den Haag, 19 oktober 2001) was een Surinaams politicus.

## Biografie
Lachmon werd geboren te Corantijnpolder in het district Nickerie als jongste kind van zes kinderen. Zijn ouders waren als contractarbeiders uit Uttar Pradesh naar Suriname gekomen, waar zijn vader kok werd op de plantage Waterloo en zijn moeder suikerriet kapte. Later begonnen de ouders een klein boerenbedrijfje, en was Lachmons moeder melkboer in Nieuw-Nickerie.
Lachmon vertrok op 13-jarige leeftijd naar Paramaribo, en haalde daar zijn Mulodiploma. Op aanraden van een van zijn leraren besloot hij praktizijn (advocaat) te worden. In die tijd kon men dit vak in Suriname alleen in de praktijk leren. Na lang zoeken vond hij de creoolse advocaat Julius Caesar de Miranda bereid als leermeester te fungeren. Dat een creool bereid was een hindoestaan op te leiden maakte grote indruk op de jonge Lachmon en legde de basis voor zijn streven naar verzoening tussen de verschillende bevolkingsgroepen dat voor de rest van zijn leven leidraad zou zijn.
In 1940 begon hij zijn eigen praktijk als praktizijn, en in 1943 richtte hij met  andere hindoestanen de vereniging Djagaran op (Ontwaakt!). In 1947 was Lachmon een der oprichters van de Hindostaans-Javaanse Politieke Partij (HJPP); een voorloper van de Vooruitstrevende Hindoestaanse Partij (VHP). VHP werd de grootste hindoestaanse politieke partij van Suriname (later omgedoopt in Vooruitstrevende Hervormings Partij). Lachmon werd daarvan de voorzitter, en behield die functie tot zijn dood. Bij de algemene verkiezingen van 1949 won Lachmon een zetel in de Staten van Suriname, maar de NPS haalde 13 van de 21 zetels en kon dus  een regering vormen. In 1955 verloor de NPS fors, en trok Lachmon een van de eigen kandidaten terug om Jopie Pengel, die net als Lachmon het proletariaat vertegenwoordigde, een tweede kans te geven. Van 1964 tot 1967 was Lachmon voorzitter van de Staten van Suriname. In 1969, na de val van Pengel, won Lachmons VHP de vervroegde verkiezingen, en hij werd kabinetsformateur. Als coalitiepartner koos hij voor de veel kleinere PNP. Om raciale spanningen te vermijden schoof hij de Creool Jules Sedney naar voren als premier. Als parlementsvoorzitter bleef hij intussen het politieke spel regisseren.

### Onafhankelijkheid
In februari 1974 kondigde de toenmalige premier Henck Arron aan dat Suriname 'ultimo 1975' onafhankelijk zou moeten zijn. Lachmon was in principe wel voorstander van de onafhankelijkheid van Suriname, maar pas op de lange termijn. De plannen van Arron gingen hem te snel; hij was bang voor overheersing van de hindoestanen door de creolen. De etnische spanningen in het buurland (voormalig Brits) Guyana beschouwde hij als een afschrikwekkend voorbeeld. Hij drong aan op een referendum over de onafhankelijkheid, al was het maar omdat die kwestie geen rol had gespeeld in de verkiezingen van 1973. Arron wilde daar echter niet van weten en de Nederlandse regering drong er niet op aan. In de aanloop naar de onafhankelijkheid leidde zijn afwijzende opstelling tot hevige rellen in creools-nationalistische kringen. Lachmon, om zijn eerbied voor het moederland vaak spottend Lachmon van Oranje genoemd, verzoende zich pas zes dagen voor de onafhankelijkheid met het idee. De toezegging van de gerespecteerde Johan Ferrier om de eerste president te worden speelde hierbij een rol. Op 25 november 1975 werd de onafhankelijkheid van Suriname een feit.
In de periode na de Sergeantencoup in februari 1980 huldigde hij het idee van het buigend riet dat de door hem bewonderde Mahatma Gandhi had gepropageerd, en dat door zijn opponenten spottend 'met alle winden meewaaien' werd genoemd. Toen in 1987 verkiezingen konden worden gehouden, was dat mede zijn verdienste. Zijn VHP kwam in de regering en Lachmon werd voorzitter van de Nationale Assemblee. In totaal is hij vijf keer parlementsvoorzitter geweest. In juni 1999 werd hij in het Guinness Book of Records opgenomen, als langstzittende parlementariër ter  wereld. Enkele jaren eerder was een aantal leden van de VHP uit onvrede over zijn koers uit de partij gestapt om een nieuwe partij op te richten. Zijn opvolging had hij slecht geregeld; hij leek zichzelf als onmisbaar en onvervangbaar te beschouwen.

### Overlijden
Lachmon overleed in een hotelkamer in Den Haag, tijdens een officieel bezoek aan de Nederlandse regering als voorzitter van een parlementsdelegatie. Op 25 oktober 2001 werd hij te Paramaribo gecremeerd. Om de goede banden met de NPS te benadrukken werd het stoffelijk overschot niet alleen naar het VHP-partijkantoor gebracht, maar ook naar dat van de NPS. Lachmon werd als parlementsvoorzitter opgevolgd door Ram Sardjoe. In een postuum gepubliceerd interview noemde hij de dekolonisatie van Suriname een 'verkeerde beslissing'.
Lachmon huwde na het overlijden van zijn echtgenote Willy Boucke  met Fawziya A.L. Abdul Sovan.

## Eerbetoon
In Paramaribo is de Jagernath Lachmonstraat naar hem vernoemd. Op het jaarlijkse Kwakoe Zomer Festival in Amsterdam-Zuidoost werd van 1999 tot 2007 de Kwakoe Jagernath Lachmon Award uitgereikt. Hiervoor komen Surinamers in aanmerking die zich op sociaal of cultureel gebied verdienstelijk hebben gemaakt.
De volgende beelden werden van hem onthuld:
- standbeeld van Lachmon (2002), Onafhankelijkheidsplein, Paramaribo
- standbeeld van Lachmon (2014), partijcentrum De Olifant, Paramaribo
- Borstbeeld van Jagernath Lachmon (2012), Brasaplein, Nieuw-Nickerie